# Eva Pölzl

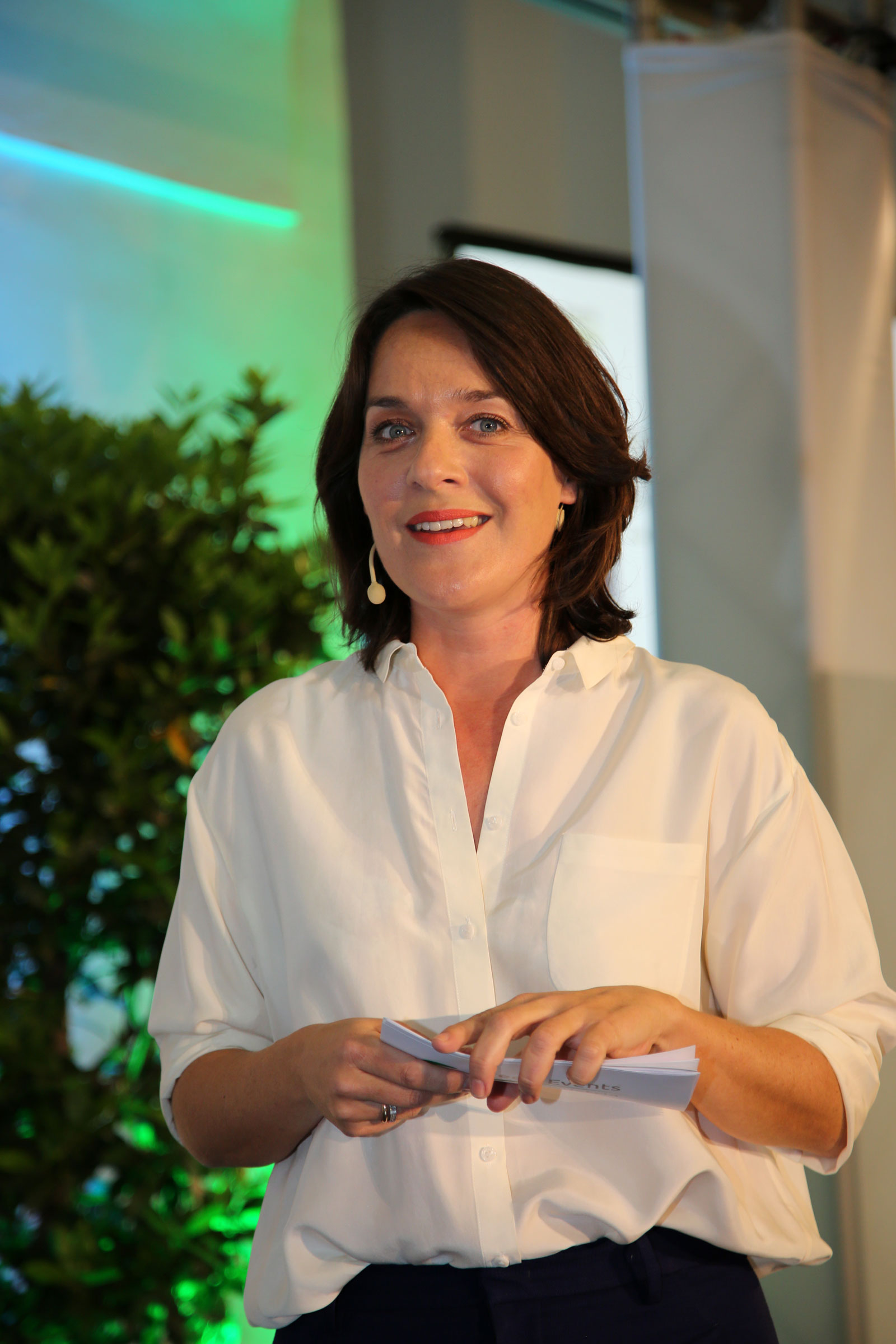
Eva Pölzl (2015)

Eva Pölzl (* 2. Mai 1975 in Ried im Innkreis) ist eine österreichische Moderatorin.

## Leben
Die Wirtstochter wuchs mit zwei älteren Brüdern in Wels auf.
Für kurze Zeit war sie Programmansagerin bei W1. Nach einem Zwischenspiel beim Klagenfurter Stadtfernsehen im Jahr 2000 erhielt sie bei ATV ihre erste eigene Sendung – Talk to me, eine tägliche Talkshow, die sie 300-mal moderierte.
Danach arbeitete sie zunächst bei der Stadtzeitung CITY, dann für die WIENERIN. Ab 2005 war sie für und mit Gery Keszler im Team des Life Balls „Helfen im Kampf gegen Aids“ tätig.
Beim Eurovision Song Contest 2007 präsentierte sie das österreichische Televoting.
Ab April 2007 moderierte sie beim ORF die Sendung wie bitte?, die mit Beginn ihres Mutterschutzes eingestellt wurde.
Vom Sendestart im Juni 2014 bis Februar 2016 moderierte sie das Format Österreich-Blick des Regionalfernseh-Verbundes R9 Regionales Fernsehen Österreich.
Seit März 2016 moderiert Pölzl das ORF-Frühstücksfernsehen Guten Morgen Österreich. Von August bis Oktober 2017 moderierte sie auch das Vorabend-Magazin Daheim in Österreich.

## Privates
Am 9. Mai 2009 bekam Pölzl mit Pius Strobl ihr erstes Kind, einen Sohn. Mit Strobl, zu dieser Zeit ORF-Kommunikationsschef, war sie ab Anfang 2007 liiert und ab 2011 auch verheiratet. Im Frühsommer 2017 gaben Pius Strobl und Eva Pölzl ihre Trennung bekannt.

## Auszeichnungen
- 2015: Romy – Preis der Jury für Österreich Blick[5]